# La Balofrena
La Balofrena era una masia del terme municipal de Castellterçol, al Moianès.
Les seves restes estan situades al sud de la vila de Castellterçol, al vessant nord-oest del Puig de Rosanes. És al sud-oest del Castell de Sant Miquel, al nord-oest del Ricard i al nord-est del Munt